# Marnix Vervinck
Marnix Vervinck (Beernem, 9 augustus 1959) is een Belgisch voormalig boogschutter.

## Levensloop
Vervinck behaalde met het Belgisch team brons op de wereldkampioenschappen van 1979 (samen met Patrick De Koning en Emiel Vercaigne) en 1983 (samen met Patrick Dekoning en Patrick Steyaert), alsook individueel brons op het WK van 1983.
Tevens behaalde hij individueel goud - alsook brons met het Belgisch team (voorts bestaande uit Willy Van den Bossche en Marc Mestdagh) - op de Europese kampioenschappen van 1980. Op het EK van 1982 behaalde hij met het Belgisch team (voorts bestaande uit Patrick De Koning en Willy Van den Bossche) goud en op het EK indoor van 1987 behaalde hij individueel brons.
Daarnaast nam hij deel aan de Olympische Zomerspelen van 1984, alwaar hij zevende eindigde.